# A1 Team Australië
Het A1 Team Australië was een Australisch raceteam dat deelnam aan de A1 Grand Prix. Het team werd gerund door Alan Docking Racing.
Eigenaar van het team was Alan Jones, bekend van de Formule 1. De wagen van Australië was groen/geel van kleur.
Het beste resultaat van het kampioenschap is een 13 plaats. Deze positie werd behaald in de seizoenen 2005/2006 en 2006/2007. Het team heeft geen overwinning geboekt tijdens een race.

## Coureurs
De volgende coureurs hebben gereden voor Australië, met tussen haakjes het aantal races.
- John Martin (26)
- Ian Dyk (14)
- Ryan Briscoe (10)
- Will Davison (10)
- Karl Reindler (10)
- Christian Jones (4)
- Marcus Marshall (2)
- Will Power (2)